# Amomum nemorale
Amomum nemorale är en enhjärtbladig växtart som först beskrevs av George Henry Kendrick Thwaites, och fick sitt nu gällande namn av Henry Trimen. Amomum nemorale ingår i släktet Amomum och familjen Zingiberaceae. Inga underarter finns listade i Catalogue of Life.